# Лорі (історичний регіон)
Лорі (вірм. Լոռի Լոռի), Ташир, Ташірк (в греко-римських джерелах — Тосар, в грузинських джерелах— Таширо або Сомхіті (буквально — Вірменія) — історико-географічний регіон Вірменії і Грузії, назва якого походить від гавар (області) Ташир провінції Гугарк Великої Вірменії. З XI століття, після будівництва вірменським царем Давидом I Безземельним фортеці Лорі, область іменувалася також Лорі. Назва Лорі походить від вірменського «лор» (вірм. լոր )  — перепіл.

## Географія
Власне область Ташир розташовувалася по верхній і середній течії річок Дзорагет, Памбак і Дебед. На півночі її територія обмежувалася гірським хребтом Вірахайоц, на півдні — Халабським хребтом, на заході відокремлювалася від Ширака Базумським хребтом, на сході — Гугаркським хребтом. У центрі гавара перебувала рівнина Ташратап, сучасний Лорійський степ. 

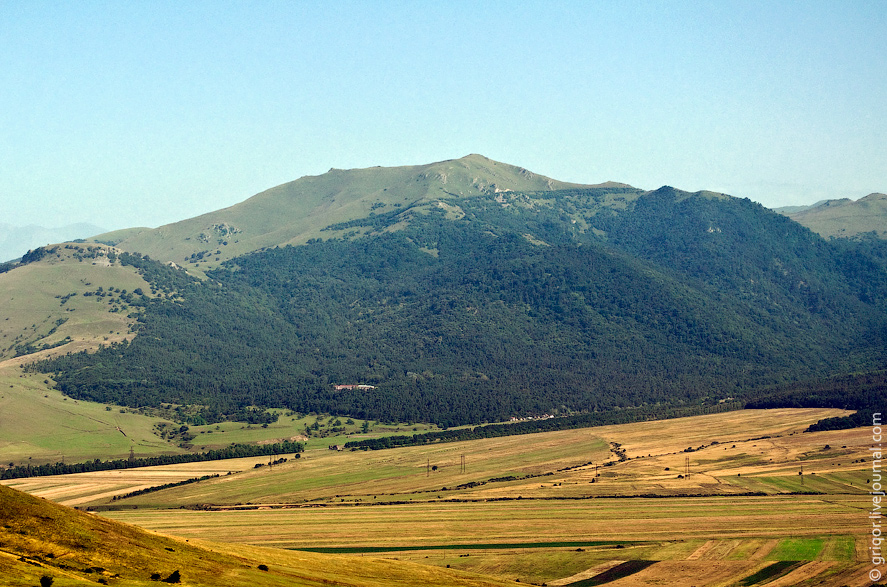
Пейзаж Лорійської рівнини, відомої в давнину як Ташратап
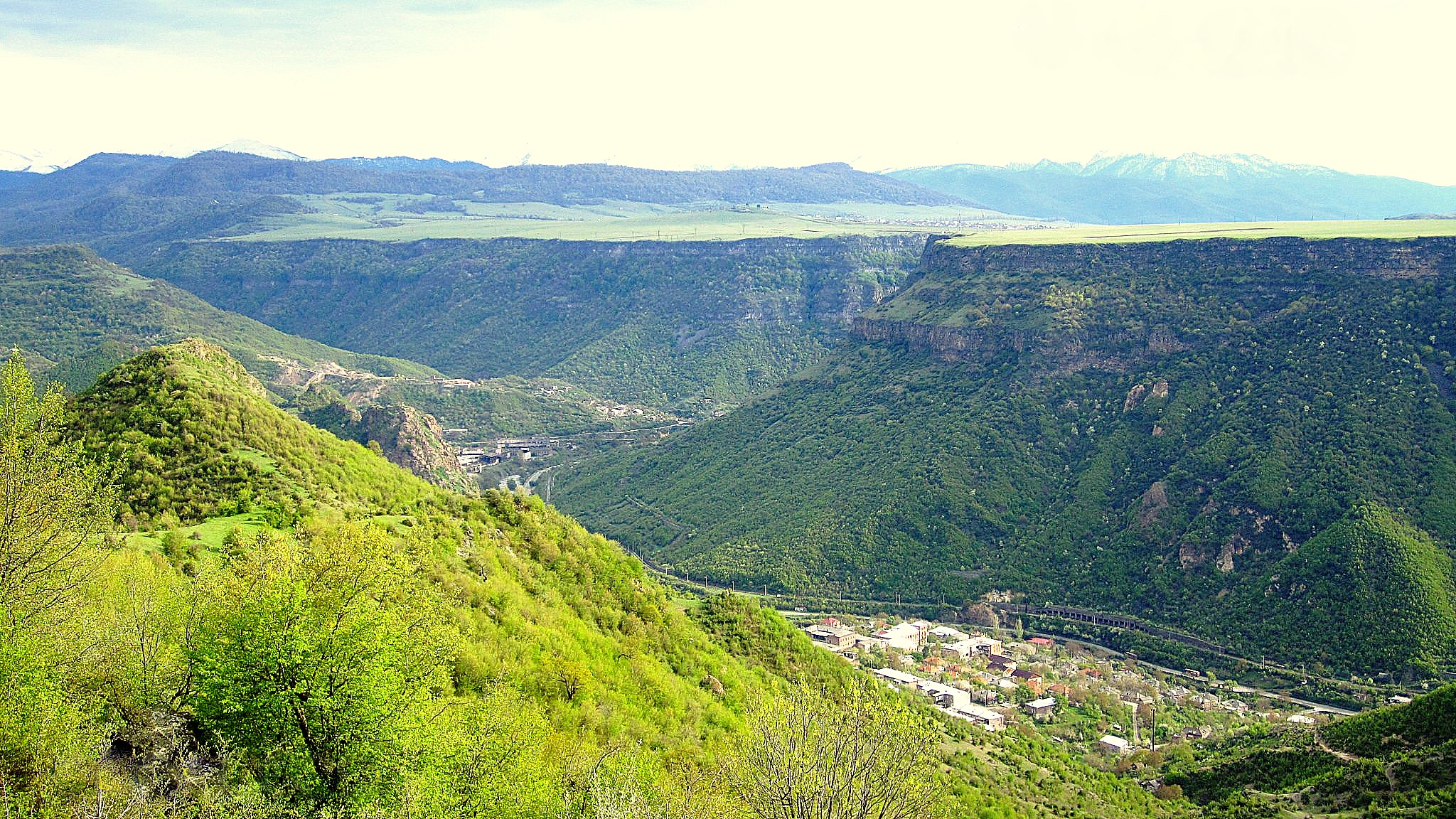
Ущелина річки Дебед
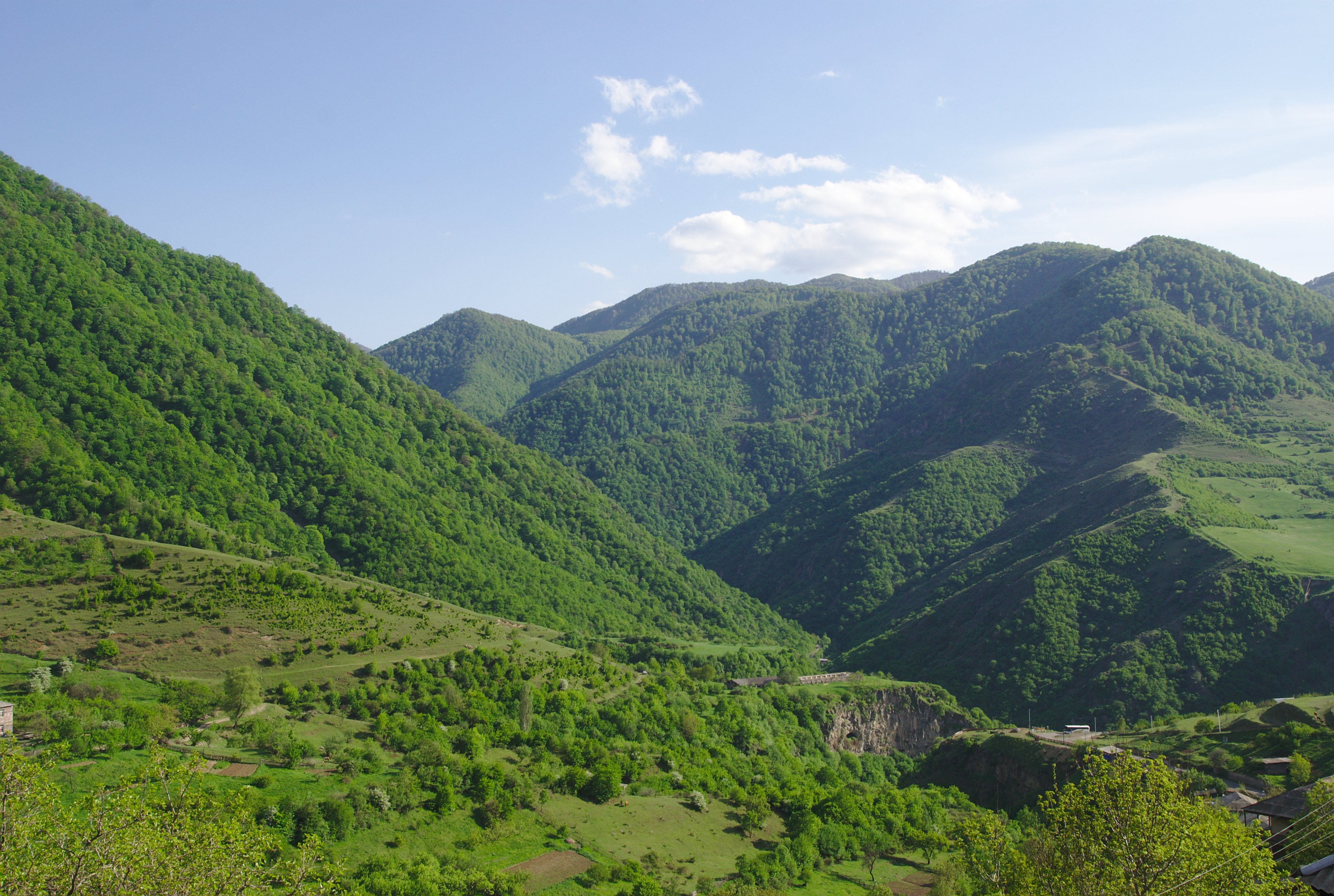
Лісовий масив поблизу Ахпата
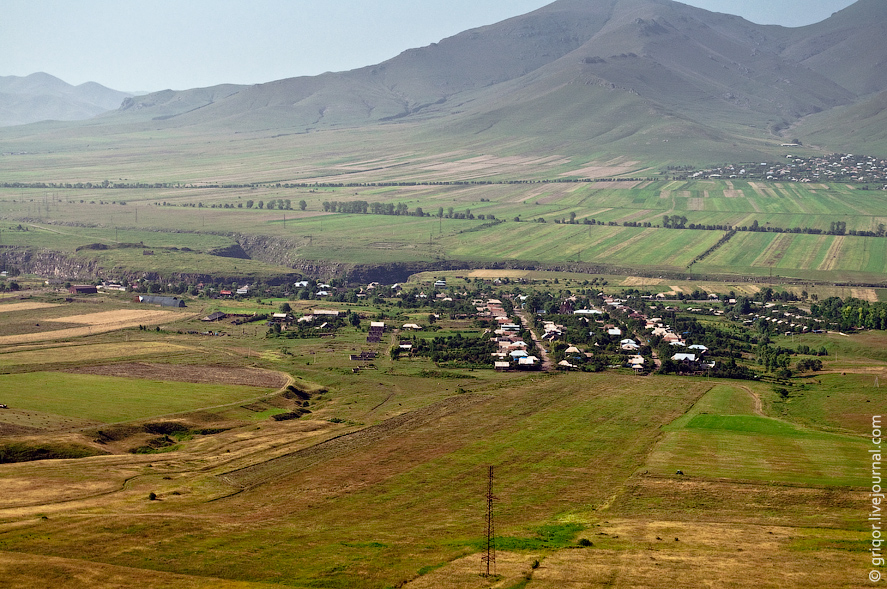
Село Амракіц поблизу Лорійської фортеці

## Історія

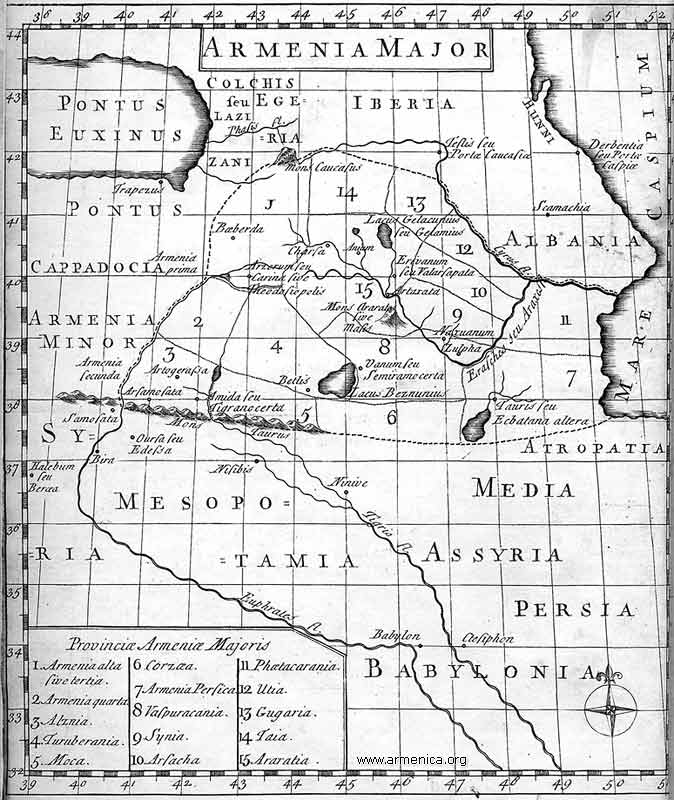
Карта Великої Вірменії з позначенням внутрішніх кордонів 15 провінцій. 14-а провінція «Gugaria». Лондон, 1736 рік

З VIII століття до н. е. територія Ташир — в складі держави Урарту.

В античні часи Ташир (Лорі) розташовувався на сході Гугарк — 14-ї провінції Великої Вірменії. Згідно Хоренаці (V ст.), Ташир й інші окраїнні області були успадковані легендарним сином Хайка Гушаром: 
 Гушар, нащадок синів Шара, успадкував гору Мтін, тобто Кангарк, половину Джавахка, Колб, Цоб, Дзор аж до фортеці Хнаракерт. Але Валаршак затвердив за нащадками Гушара Хайкіда також князівство Ашоцк і володіння Ташірк. Намісництво північного краю, розташованого навпроти гори Кавказ, він доручає великому і могутньому роду і присвоює його родоволоднінню титул бдеашха Гугаркського. 
 Після ліквідації Сасаніда Вірменського царства в 428 році Ташир був приєднаний до васального Грузинського марзпанства. У 450 — 451 роках полководець, нахарар Врен Ташраці (Ташірський) був союзником Вардана Маміконяна. Ташірські князі також брали участь у визвольній боротьбі другої половини VI століття. На початку IX століття область Ташір входила до володіння князя князів Вірменії Ашота Мсакера. В кінці IX століття його спадкоємець Ашот II звільнив Гугарк аж до Тифліса від арабських загарбників і возз'єднав його з Вірменським царством.

### Ташир-Дзорагетське царство
Приблизно в 966 році був утворений адміністративний регіон «країна Ташир», який в 978 році був перетворений Анійським Багратідом на васальне вірменське царство Ташир-Дзорагет. Охоплював власне Ташир і ряд сусідніх областей, включаючи гавари Дзорагет і Кохб. Першим царем Ташир-Дзорагет стає Гурген (Кюріке) — молодший син вірменського царя Ашота III. Царство мало стратегічне значення для захисту північних меж Вірменії від арабських і курдських еміратів. Ташир-Дзорагет досягає найвищого розквіту при Давиді I Безземельному. Похід Алп-Арслана 1064 року позначився на історичній долі цього царства. Кюріке II вимушено визнав сюзеренітет Алп-Арслана. Тоді ж під тиском царя Грузії Баграта IV останній поступився значними землями на півночі, перенісши столицю з Самшвілде в місто-фортецю Лорі, раніше засноване його батьком. Тут були побудовані також фортеці Каяні, Махканаберд, Гаг й інші, які охороняли важливі торговельні шляхи.

### Після XI століття
У 1118 Ташир був приєднаний до Грузії Давидом Будівельником і переданий у володіння роду Орбелі. Вардан Великий повідомляє, що Давид приєднав до своїх володінь «Кайал, Кайтцон, Лорі, Ташир і Махканаберд; підкорив собі всі вірменські володіння». Після цієї події грузинський цар носив також титул «царя вірмен». На рубежі XII—XIII століть Ташир (Лорі) поряд з іншими областями північної Вірменії був звільнений Закарянами. Кіракос Гандзакеці повідомляє, що вони «… взяли собі безліч областей вірменських, якими володіли перси і мусульмани, — гавари, розташовані навколо моря Гегаркуні (оз. Севан), Ташир, Айрарат, місто Бджні, Двин …». В 1185 Лорі перейшов у володіння останніх. На невеликій території області Дсех в цей же період правили Маміконяна . У червні 1236 року монгольська армія зайняла і зруйнувала Лоріберд і однойменне місто. У 1435 році частина Лорі була передана грузинським царем вірменським Орбелянам. У 1555 році після миру в Амасьї Лорі перейшла до Сефевіда, адміністративно увійшовши в Картлі-Кахетинське валійство. Під час «Великого сургуна» в 1604 році, коли перський шах Аббас виселив з Східної Вірменії не менше 250 тис. людей, насильницькому виселенню піддалося також населення Лорі. Аракел Давріжеці, сучасник подій, пише в середині XVII століття:
|  | … він перетворив на безлюдну [пустелю] благодатну і родючу Вірменію. Бо при переселенні він вигнав в Персію [жителів] не одного чи двох, а багатьох гавар, починаючи з кордонів Нахічевана через Ехегадзор, аж до берегів Гегамських, Лорійських і Хамзачіманских гавар, Апаран, … |

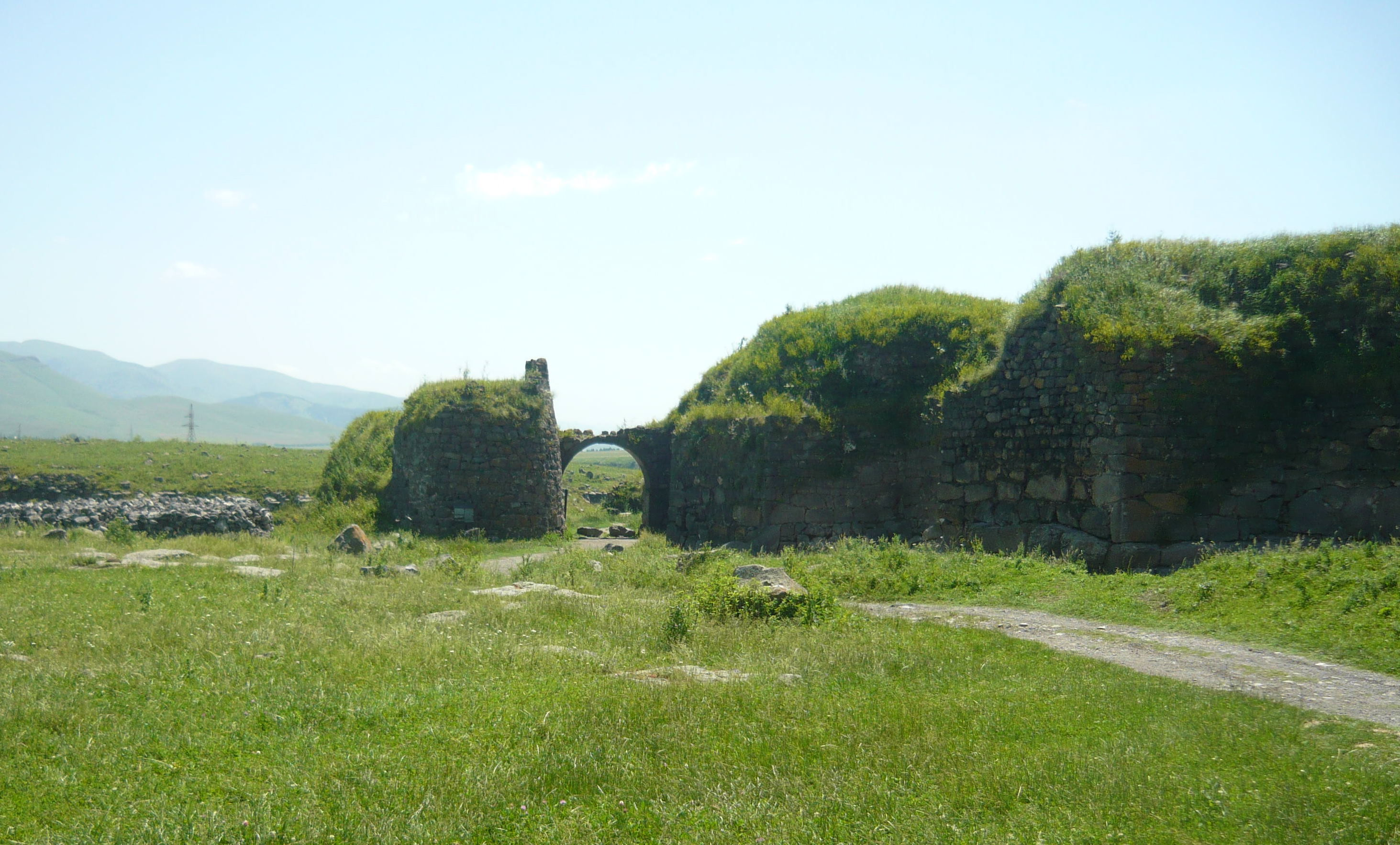
Руїни фортеці Лорі, побудованої Давидом I Безземельним

Мандрівник Амброджо Контаріні в 1474—1477 рр. пише про Ташир/Лорі: 
|  | /Лорео/ 22-го числа почали ми підніматися на височезну гору і до вечора досягли її вершини, де і зупинилися для відпочинку, хоч і не мали при собі ні краплі води. На другий день рано вранці пустилися ми далі і, з'їхавши з гори, опинилися у володіннях Узун-Гассана, тобто у Вірменії, а ввечері прибули до фортеці Лорі (Loreo), яка належить тому ж Узун-Гассану та розташована в невеликій долині, між горою і річкою, чудовою не так по глибині вод своїх, скільки по крутизні і висоті берегів. Біля самої цієї річки вибудуване вірменська село, в якому ми і розташувалися для ночівлі … |

Мандрівник Йоганн Гюльденштедт в 1771 році писав: 
|  | Вірменський округ Ташир Розташований в Сомхіті, від Тифліса на П. З. вгорі біля Поладаурі Махавера і межує на півдні з турецьким округом Аірумлі або Карсом, на сході з Бампеком. Перський шах Надир дуже його розорив. Більшість його жителів вірмени і потім терекменські татари. |

## Культура

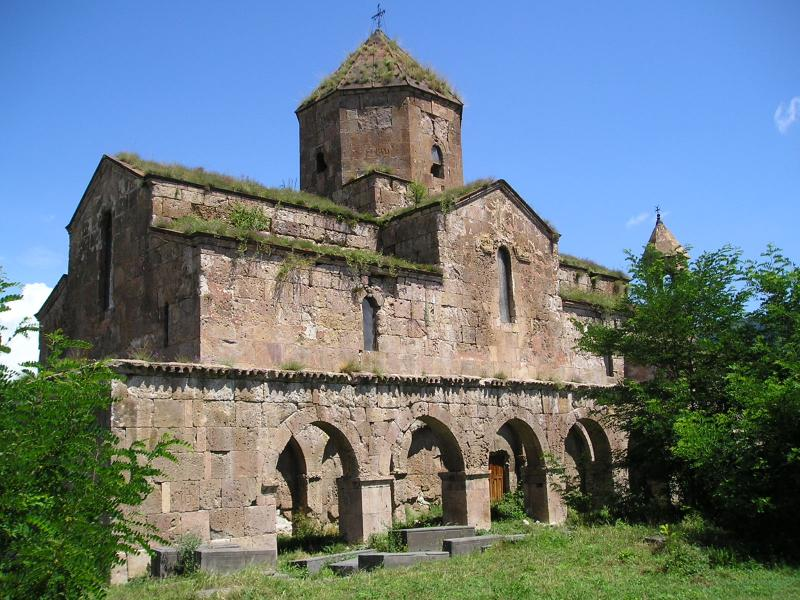
Одзунська базиліка, VI століття

Ташир був одним із важливих культурних центрів Вірменії. Ще на початку V століття Месроп Маштоца вів в Ташир свою просвітницьку діяльність. Корюн, біограф Маштоца, повідомляє: 
 Тоді ішхан ташірцев, чоловік поважний і боголюбивий, якого звали Ашуша, надав в його розпорядження себе і весь гавар свій. Він же (Маштоц) розповсюджує скрізь вчення, яке розгорнув (і тут) не менш старанно, ніж в інших гаварах. 
 З ранньосередньовічних монастирів відомі Одзун, св. Аствацацін (Богородиці й Пріснодіви) в Куртане, Тормак в Гулагаракі, Джграшен в Вардаблурі. Особливу культурну цінність представляє купольна базиліка Одзун VI століття. У X столітті на сході Ташир-Дзорагетського царства будуються монастирі Санаїн і Ахпат — одні з найбільш великих культурних пам'яток історії Вірменії.
Цікаві виявлені в Ташир могильні пам'ятники V—VII століть .

На початку XIII століття Івана Закарян, який прийняв Халкідонське віросповідання, передав деякі вірменські монастирі Ташир (Ахтала, Кобайр, Хучап, Хневанк, Кіранц, Срвех, Седвіванк, Бггавор) під юрисдикцію Грузинської церкви. Сучасник цих подій, історик Кіракос Гандзакеці повідомляє про Ахтале: 
 Помер і Іване, брат Закаре, і був похований в Пхіндзаанке, біля входу в збудовану ним самим церкву; він відібрав її у вірмен і перетворив в грузинський монастир. 
 Парафіяни цих церков були вірмени-халкідоніти. Як зазначає академічна Православна енциклопедія, «Збільшення в XI ст. числа кафедр А.-х. — це явне свідчення збільшення кількості членів їхньої громади, так як єпископ міг бути призначений тільки в багатонаселеному місті. Можна вважати, що в цей час церковна організація А.-х. знову починає на рівних змагатися з Вірменською Церквою. Нашестя тюрків-сельджуків в 2-й пол. XI ст., що поклало кінець присутності Візантії у Вірменії, змусило громади А. -х. поступово перейти під владу Грузинського католікоса, і в XIII ст. їх єпископські кафедри сприймалися вже як „грузинські“.».